# ジャック・シュヴァリエ
ジャック・シュヴァリエ（仏: Jacques Chevalier 1882年3月13日生 - 1962年4月19日没）はフランスの哲学者である。キリスト教カトリックの信者であった。
ジャック・シュヴァリエは、エコール・ノルマル・シュペリウール（略称：ENS）の卒業生で、グルノーブル大学の教授であった。彼の主要な著書には『思想史 (仏: Histoire de la Pensée )』がある。ベルクソンの指導を受けている。
彼はフィリップ・ペタンの支持者であった。ヴィシー政権下、1940年から1941年にかけて国民教育大臣を務めた。彼は親ナチスの民兵組織を支持し、レジスタンス運動家 (RIF) を非難した。その結果、数名のレジスタンス運動家が処刑された。フランス解放後、彼は国家侮辱罪で懲役20年の判決を受け服役した（1947年に健康上の理由で恩赦されている）。

## 生涯

### 幼少期から大学生活まで
父のジョルジュ・シュヴァリエは1910年から1917年まで陸軍省の技術部長を務めた。その後、彼はフィリップ・ペタンと親交を深めた。
ジャック・シュヴァリエは地方で学び、リセ・オッシュ、アンリ4世校で学んだ後、1900年にエコール・ノルマル・シュペリュールに入学した。同窓生にはウジェーヌ・アルベルティーニ、ピエール＝モーリス・マッソン、ポール・ハザード、モーリス・ルジャンドルらがいた。
アリエ県イール＝エ＝バルデ出身のアントワーヌ・セヴァ ( 仏: Antoine Sévat) の仲介により、後にマダガスカル宣教師となるラザリスト修道士を通じて、彼は1901年にギヨーム・プージェ神父と出会う。これが長い友情の始まりとなった。
ジャック・シュヴァリエは同世代や異なる世代の多くのキリスト教知識人たち (ジャン・ギットン、エマニュエル・ムーニエ、ガブリエル・マルセル ) をプジェ神父のもとに連れて行くことになった。同様にローマ神学校の歴史学教授のエルネスト・ブオナイウティも紹介していた。
1903年、哲学のアグレガシオンで2位となった。その後、鉱物学教授のヘンリー・アレクサンダー・ミアーズに師事した後、1903年から1905年の2年間オックスフォード大学に留学した。
そこで後の外務大臣となるハリファックス卿と初めて会った。シュヴァリエは、司祭のフェルナン・ポータルを通じて知り合ったハリファックス卿の父親であるハリファックス子爵のもとに何度も滞在した。彼はジョン・ヘンリー・ニューマン、エドワード・ブーベリー・ピュージー、オックスフォード運動、そして非国教徒の教会と宗教復興に関する宗教研究に専念した
1905年から1908年まで、シュヴァリエはティエール財団に所属し、エミール・ブートルーの指導の下で研究を行った。フランス学士院に所属するこの施設は、アドルフ・ティエール (仏:  d'Adolphe Thiers ) の遺言により、優秀な若手研究者が研究を行う場として設立された。シュヴァリエは友人モーリス・ルジャンドルと共に、教会統合のための研究機関が主催する研究会に参加した。
フリードリヒ・フォン・ヒューゲルは財団にシュヴァリエを訪ね、館長エミール・ブートルーを紹介し、二人は1907年に23通もの手紙を交わした。アルフレッド・ロアジと交わした手紙の数に次ぐ通数であった。ロアジは回想録の中でシュヴァリエについて「ジャック・シュヴァリエのようなカトリック教徒は、サバティエやフォン・ヒューゲルよりも、私が最後の著書でとった立場をよく理解していた (Des catholiques tels que Jacques Chevalier avaient mieux compris que Sabatier et même que von Hügel la position que j'avais prise dans mes derniers livres)」と述べている。その後、シュヴァリエはオックスフォード滞在中に入手した文献に基づき、ウェールズの宗教復興に関する論文を書き始めた。1908年から1909年の学年度にかけて、彼は論文を完成させるために休学した。この研究を通して、彼の著書タイトルにもなったトロンセの森についての深く内面的な知識を得た。
彼は、カトリックの近代主義への疑念から破門されていたアイルランドのイエズス会士ジョージ・ティレル神父と出会った。その後、シャトールー高等学校 (仏: lycée de Châteauroux ) の哲学教授に任命された。1909年9月から彼は3年間そこに滞在した。後に哲学監察官になるアンドレ・ブリドゥー (仏: André Bridoux ) は彼の教え子であった。また、ギヨーム・プージェの勉強会に参加した。ジャック・シュヴァリエはリヨンのコレージュ＝リセ・アンペールと、フランスの名門高等学校の一つであるリセ・デュ・パルクで哲学を教えた。
1911年に完成したウェールズの宗教的復興運動に関する論文は、中世史家でソルボンヌの古文書学者、非常に著名で影響力のあったフェルディナン・ロットによって不採用とされた。彼は「論文の歴史的部分の基礎となるテキストが真正ではない」と判断したためである。この論文は後にリヨン大学年報（リヨン・パリ、1923年）に出版されることになる。ジャック・シュヴァリエは論文のテーマを変更し、卒業論文を修正して博士論文とすることになった。
彼は1914年に文学博士号を優秀な成績で取得した。主論文のテーマは『アリストテレスとその先駆者たち、特にプラトンにおける必然の概念』、副論文は『死と魂の不滅について：プラトンの偽作対話篇「アクシオコス」の批判的研究』と題されていた。彼はリヨンでエドモン・ゴブロとともに論文審査を受けた。1915年3月25日、彼は補助兵役の召集令状を受け取り、イギリス軍付きの通訳として従軍することになった。
1919年、グルノーブル大学の哲学教授に任命された。1931年6月24日彼は49歳で、同大学の学部長に選出され、1944年までその職を務めた。
カトリック系小説家でアカデミー・フランセーズ会員のアンリ・ボルドーは、ジャック・シュヴァリエについて『彼は地方大学の小さな講座を世界的に高名な講座にすることに成功した』と書いている。
彼は、パリのセーヴル通り95番地にあるラザリスト会総本部の、ギヨーム・プジェの有名な第104号房を訪れ、毎日通った時期もある。プジェ神父についてはジャック・シュヴァリエの著書『カダンス－思想の動き、行動の規律、道徳的生活の諸相：秩序、愛、外観』でも多く言及されている。ゴンザーグ・トリュック
は、この修道士がジャック・シュヴァリエに与えた影響について、シュヴァリエが彼に負うところの信仰の深化を『知性が教義を豊かにするもの』と表現している。
彼はアンリ・ベルクソンの弟子であり友人であり、彼の遺言執行者の一人でもあった。モダニズムが非難されると、ほとんどのカトリック教徒はベルクソン主義から背を向けた。『モーリス・ブロンデルと親しかった一部の例外を除いて』とエルヴェ・セリーは述べている。その中には、死ぬまでベルクソンに忠実であり続けたジャック・シュヴァリエも含まれている。さらに、シュヴァリエはモーリス・ブロンデルとも親しかったことが、書簡から明らかになっている。
プロン社から出版された彼の『ベルクソン』は、1926年に初版が刊行されたが、ベルクソン自身の手によって再読・校正されたという点で極めて特別な価値を持つ。彼らの数多くの対談の逐語録と豊富な書簡のやり取りは、比類なき親密さを物語っている。シュヴァリエの元には、レオン・ハッソン、ガブリエル＝マリー・ガローネのような優秀な弟子が集まった。
彼は公教育構成員全国連合 (仏: l'Union nationale des membres de l'enseignement public) を主導した。この団体は、宗教的帰属を理由に国民教育省での昇進において差別を受けていると感じているカトリック教徒たちの利益を擁護するために非常に活発に活動していた。
1931年、マルセル・モースがシュヴァリエを破ってコレージュ・ド・フランスの教授職に任命された。シュヴァリエは1票差で敗北した。6か月前時点では、モースとシュヴァリエは同数票を獲得していた。立候補を希望していたエティエンヌ・ジルソンは第1回投票後に辞退していた。
ブレーズ・パスカルの著作集（『全集』、プレイヤード叢書、1936年）の編集において、彼は『パンセ』の構成について、1658年にパスカルがポール・ロワイヤル修道院で自分の作品の「構想」を発表した際の講演についてニコラ・フィロー・ド・ラ・シェーズが報告した『パスカル氏のパンセに関する講話』に基づいて、著者が計画していたプランを再構成するという新しい提示方法を提案した。戦後、彼は1955年に彼の記念碑とも言える『思想史』を出版した。
彼は若い頃からジョセフ・マレーグの友人であり、1958年に再出版された未完の小説『黒い鳥。中等教育の教師』の序文を書いている。

### カトリック系共同研究会 (1920年 - 1940年）
この団体の設立は、1年余りの準備期間を経て1921年12月5日の設立案内状により決定された。それは哲学者ジャック・シュヴァリエを中心として、グルノーブルとリヨンに設立された。しかし、研究会の名称は意図的に中立的な表現の「共同作業研究会 (仏: Groupe de travail en commun) 」とされ、1922年11月の第2回案内状に初めて研究会の名称が記された。こうした簡潔な基盤の上に持続的な活動が展開され、その中心は謄写版印刷の文書を研究会のメンバーに送付することにあった。これらの文書は単純な思索の道具であることを意図し、出版を目的としないものだった。メンバーたちはそこで覚書や対話を交換していた。
このグループには数名の幹事が存在したがジャン・ギトンがシュヴァリエの後継者となり、最後は1931年にはヴィクトル・カルリアンが幹事を務めた。この研究会は、人間の理性とキリスト教信仰を密接に結びつける「真理への合理的信仰」に全面的に基づいている。これは知的な観点からジャック・マリタンの「反近代的」トマス主義とは意見が異なっており、また当時ソルボンヌ大学で大きな力をもっていたレオン・ブランシュヴィックの世俗的合理主義とは真っ向から対立する「実証的形而上学」に基づいている。シュヴァリエは保守的カトリックの硬直した正統主義に反対し、カトリック共同体の中に近代哲学を求めた。

### ヴィシー政権下での活動
ヴィシー政権に参加する前、シュヴァリエは、1937年に内戦の真っ只中にあったスペインで、フランシスコ・フランコのもとでスペインの教育制度再編成の任務を受諾していた。慣例に従って政府に事前通知を行わなかったため、当時の国民教育担当国務大臣ジャン・ゼーは『いかなるフランスの大学人も、所管大臣の許可なしに外国政府の公式任務を受諾してはならない』と規定する通達に署名した。
1940年9月11日から12月13日まで公教育事務総長を務めたシュヴァリエは、前任の大臣ジョルジュ・リペールが全国小学校教員組合（SNI）の事務総長アンドレ・デルマと協議する意向を持っていたことをペタンに告発し、1940年12月13日の彼の解任の最大の要因となった。その後、彼は国立教育大臣に就任した。彼はこの職を1940年12月14日から1941年2月23日まで務めた。
世俗主義の原則に忠実であり続けたヴィシー政権下の公教育省行政組織に反して、彼は学校教育課程に神を再導入することを目的とした活動を展開した。1940年11月にリペールが着手した教育課程改革の際、シュヴァリエは道徳の教育課程に一つの段落を追加した：『我々自身に対する、同胞に対する（家族と祖国）、そして神に対する主要な義務についての親しみやすい対話と読書』。神に対する義務は、1887年1月18日に公布された公立小学校の学習計画に含まれていたが、1923年1月23日に削除され、その後1923年6月20日付けの国立教育大臣レオン・ベラールの署名による新たな指導要領において復活していた。
彼は1941年2月26日の法律により、宗教教育を選択科目とした。1940年前半にフランス共和国とローマ教皇庁の間で交渉されたコンコルダートの第4条でこの措置が規定されていた。
戦後、シュヴァリエは自身の裁判において、チャーチルとペタンの間の秘密協定を仲介したと主張したが、多くの偽装工作が真実を曖昧にしている。
シュヴァリエは、オックスフォード時代の旧友であるハリファックス卿からの手書きのメモを伝達していた。チャーチルはペタンに対し、北アフリカへの撤退と、イギリスによる6個師団の派遣を提案した。ペタンはそのメモを読んで『我々はそれを受け取っていない』と言った。メモは返答されることなく放置された。
シュヴァリエに対する激しい批判が、パリの対独協力派新聞（マルセル・デアが『レーヴル』に寄稿。ジャン・ルシェールが『ヌーヴォー・タン』に寄稿。）から起こった。批判の理由は、1941年1月4日のアンリ・ベルクソンの死去の際に、ヴィシー政権下のラジオ放送でベルクソン婦人に公式な弔意を表明したことと、彼の聖職者優遇政策であった。シュヴァリエは退任し彼の後任者ジェローム・カルコピーノは、学校教育課程から神に対する義務を速やかに削除し、精神的価値やキリスト教文明といった他の普遍的概念への言及を選んだ。宗教教育の『選択制』授業は学校施設内では任意となり、多くの場合、校外で実施されるようになった。
シュヴァリエは1941年2月10日の通達により、ユダヤ人の高等教員資格試験準備を禁止した。これは公務員からユダヤ人を排除した10月3日の法令の適用であった。しかし、彼は高等学校と中学校におけるユダヤ人児童の定員制（ヌメルス・クラウスス）導入は拒否した。1940年12月にコレージュ・ド・フランスに人種主義理論の教授職創設を求めてきたクロード・ヴァシェ・ド・ラプージュの要求にも屈しなかった。しかし1941年1月、彼はユダヤ系のグルノーブル大学教授を解任し、これにより彼の弟子エマニュエル・ムーニエとの関係が断絶した。彼の裁判では、教授ルイ・アルフェンが彼のために証言した。アルフェンはユダヤ人として公職から排除されていたが、ジャック・シュヴァリエが彼を復職させ、グルノーブルの文学部に迎え入れていたからである。
シュヴァリエはその後、家族・保健担当国務大臣となった。1941年2月23日から8月12日まで在任したこの職において、彼は高齢労働者への退職手当支給制度の導入に関するいくつかの改革を実施し、養子縁組を容易にする法律を成立させた。極度の疲労と政治的行動の困難さに対する失望により、シュヴァリエは1941年8月に辞任を余儀なくされた。

### 戦争の終結：レジスタンスへの反対と解放軍での逮捕
1942年10月、長期間の休養の後、彼はグルノーブルでの教授および学部長の職務に復帰した。ペタン支援者であり続けたにもかかわらず、シュヴァリエは数人のユダヤ系少女と2人の若いスペイン共和派を保護するため、大学に入学させた。
1944年は、シュヴァリエにとって特に激動の年であった。パリで開催された会議において、彼は占領軍の存在を非難することを敢えて行った。しかし、ブルボン地方におけるフランス国内軍の攻勢を受けて、ヴィシー政府の様々な責任者に宛てた書簡の中で、彼は1944年春に共産主義レジスタンスと戦うために『信頼できる人々』への武器供与を要求した。彼はフランス民兵隊の残虐行為を承認し、グルノーブルのフランス国内レジスタンスの学生たちに対してさえ民兵隊に支援を求め、これが1943年冬の大虐殺につながった。
FFI（フランス内部軍）の一団が、武装親衛隊のジョゼフ・ダルナンの事務所への彼の電話の一つを傍受した（彼はトロンセ森林に存在するマキに対する介入を要請していた）ため、1944年6月25日、セリリーの自宅でシュヴァリエを逮捕した。彼は移動式のマキ監獄に連行された。その間に、彼の介入要請は実行に移され、レジスタンス側に8名の死者と4名の負傷者を出すこととなった。彼はトロンセ森林で囚人として拘束され、そこでFTP（フラン・ティルール・パルチザン）の部隊による、解放を前にドイツへ向かう列車で逃亡中の民兵隊員家族の処刑を目撃することになった。その後、彼は1945年3月24日にフレーヌ刑務所に移送された。
その後、彼はセリリーに隠遁し、哲学的著作『思想史』の執筆に専念した。キリスト教思想に充てられた第2巻は、中世に対する『概略的』で『幼稚な』、つまり歪曲された見解のため、中世史家ジョルジュ・デュビーを納得させることはできなかった。ジョルジュ・デュビーは、シュヴァリエによれば中世後期は混乱の同義語である、すなわち『指導者によって維持され、啓発され、導かれていない時の大衆が好むもの』であると指摘している。職人と商人のギルド制度は称賛されているが、ここでもまた歪曲されているGeorges Duby (1957). “Recension de Jacques Chevalier, Histoire de la Pensée”. Annales 12 (4):  674-675.。
シュヴァリエは1954年7月10日、セリリーにおいてトロンセ森林友の会を設立した。彼は名誉会長となり、カミーユ・ガニョンが会長となった。この会は現在もトロンセ森林の樹木、動物、景勝地、記念建造物の保護を確実にするために活動を続けている。

## 家族
配偶者 : Marie Herminie
子供 : 4人

## 顕彰等

### 顕彰の内訳
- レジオンドヌール勲章 (1933年2月12日)
- ドーフィナル・アカデミー ：1920年から1962年まで会員、1924年から1929年まで会長
- 道徳政治科学アカデミー ：1932年から1962年まで特派員（哲学部門）
- 軍事勲章
- 1959年アルフォンソ10世賢王勲章大十字勲章
- ソフィア大学名誉博士号

### 賛辞 (トリビュート)
- トロンセの森には彼に敬意を表してオークの木が植えられていた[42]。しかし、2009年2月の嵐で倒れている。

### 文学賞
- 道徳政治科学アカデミー ヴィクトル・デルボス賞（フランス語版）
- アカデミー・フランセーズ ブロッケ・ゴナン賞（フランス語版）
- アカデミー・フランセーズ ルイ・バルトゥー賞（フランス語版）

## 作品群

### 文学作品
- La Forêt de Tronçais, notice descriptive et historique, par Jacques Chevalier et G. Raffignon, éditions : Limoges Ducourtieux et Gout, 1913, réédité en 1941.
- Étude critique du dialogue pseudo-platonicien l'Axiochos, sur la mort et sur l'immortalité de l'âme, Alcan, Paris, 1914.
- La Notion du nécessaire chez Aristote et chez ses prédécesseurs, particulièrement chez Platon. Avec des notes sur les relations de Platon et d'Aristote et la chronologie de leurs œuvres, Alcan, Paris, 1915
- Essai sur la formation de la nationalité et les réveils religieux au Pays de Galles, des origines à la fin du sixième siècle, avec une carte du Pays de Galles Rey, Lyon, Félix Alcan Paris 1923 - 439 pages
- Bergson et les relations de l'âme et du corps, conférence prononcée à Lyon le 1929-01-26, Brochure de 23 pages.
- Bergson. Les Maîtres de la pensée française. Libr. Plon, Nourrit et Cie. (1926)
- Descartes. Les Maîtres de la pensée française. Libr. Plon, Nourrit et Cie. (1921)
- Pascal. Les Maîtres de la pensée française. Libr. Plon, Nourrit et Cie. (1922). pp. XIV + 388
- Henri Bergson, bois gravés d'Emmanuel Poirier, Éditions de la Lampe d'argile, 1928.
- L'Habitude : essai de métaphysique scientifique, Boivin & Cie, 1929, 256 pages.
- La Forêt Tronçais en Bourbonnais, bois originaux de Paul Devaux, Éditions de la Chronique des Lettres Françaises aux Horizons de France, Paris, 1930, 1966, Editions Canopée 1995.
- La légende de la forêt Tronçais en Bourbonnais. Illustrations d'Alma Jouin, éditions Crépin-Leblond, 1950, 101 pages.
- La forêt de Tronçais en Bourbonnais suivi de Légendes de la forêt, Paul Devaux (Bois gravés et peintures), Gabrielle Cornuault (illustrations), Editions de la Flandonnière, 2024, 176 pages.
- Trois conférences d'Oxford. Saint Thomas - Pascal - Newman, Éditions Spes, 1928 - 80 pages Paris, 2e édition en 1933.
- Sainte Thérèse et la vie mystique. Juan Domínguez Berrueta, Jacques Chevalier, éditions Denoël et Steele, 1934, 270 pages.
- La vie morale et l'au-delà, E. Flammarion, Bibliothèque de philosophie scientifique, Paris, 1938, 211 pages.
- L'homme et le péché, Ouvrage collectif avec François Mauriac, Eugenio d'Ors, Librairie Plon, 1938.
- Cadences - mouvement d'idées - disciplines d'action - aspects de la vie morale : l'ordre - l'amour - l'apparence, Librairie Plon, 1939. T. I
- Cadences - voies d'accès au réel - principes de l'humanisme - images de France, Librairie Plon, 1951. T. II
- La Vie de l'esprit, B. Arthaud, Grenoble, 1940 - 87 pages . Suivi d'une lettre de M. Paul Langevin.
- France – Pétain m'a dit – Les préceptes du Maréchal - Appel aux jeunes, Éditions de la chronique des lettres françaises, Paris, 1941.
- L'Idée et le Réel, B. Arthaud, Grenoble, 156 pages, deuxième édition en 1941.
- Leçons de philosophie, T. I : Psychologie et logique. T. II : Morale et métaphysique, Arthaud, Grenoble/Paris, 1943, réédité en 1946.
- Histoire de la Pensée en quatre tomes : 1. La pensée antique ; 2. La pensée chrétienne ; 3. La pensée moderne de Descartes à Kant ; 4. La pensée moderne de Hegel à Bergson, Paris, Flammarion, publiés respectivement en 1955, 1956, 1961 et 1966. Les Éditions Universitaires ont republié les deux premiers tomes en quatre volumes : Vol. 1. Des présocratiques à Platon. Préface de Pierre Aubenque, 1991. Vol. 2. D'Aristote à Plotin. Préface de Rémi Brague, 1991. Vol. 3. De saint Augustin à saint Thomas d'Aquin. Préface de Serge-Thomas Bonino, 1992. Vol. 4. De Duns Scot à Suarez. Préface de Bruno Pinchard, 1992.
- en collaboration avec Jacques des Gachons, Fauteuil VII. Henri Bergson, Librairie Félix Alcan, collection « Les Quarante », Éditions de la Lampe d'Argile, Paris, 1928.
- Bergson et le père Pouget, préface de François Mauriac, Paris, Plon, 1954, 80 pages.
- Entretiens avec Bergson, Paris, Plon, 1959, 315 pages.

### 編集に携わった著作物
- ブレーズ・パスカル (1925). Pensées sur la vérité de la religion chrétienne. 2. Gabalda
- ルネ・デカルト (1927). Discours de la Méthode. éditions de la Chronique des Lettres Française
- ブレーズ・パスカル (1936). Œuvres complètes. Bibliothèque de la Pléiade. Editions Gallimard
- ブレーズ・パスカル (2023). Pensées. Les Belles Lettres
- ルネ・デカルト; マーシャル・チャヌット; クリスティーナ; エリーザベト・フォン・デア・プファルツ (1935). Lettres sur la morale. Boivin
- クロード・ベルナール (1937). Justin Godart. ed. Philosophie. Boivin
- Guillaume Pouget (1955). Logia. Éditions Grasset

### 序文を寄稿した著作
- Lucien Laberthonnière. Le catholicisme et la société, Paris, V. Giard & E. Brière, 1907.
- Auguste Bouchayer. Les Chartreux, maîtres de forges, Grenoble, éditions Didier et Richard, 1927.
- Daguet. Mémoires d'un piqueux, Paris édition les Quatre fils Aymon, (Presses de l'Acanthe), 1960.
- Paul Devaux. Moulins. 12 bois en couleurs, Argenteuil : impr. R. Coulouma, 1931
- Henri de Brinon. Vaumas : Contribution à l'étude des paroisses bourbonnaises, Illustrations de Paul Devaux et Coutisson des Bordes Moulins, impr.-édit. Crépin-Leblond, 1935
- Bernard Grasset. Comprendre et inventer : essai sur la connaissance, (Paris) : Grasset, 1953
- Pierre Imbart de La Tour. Les Origines de la Réforme, T. II. L'Église catholique, la crise et la Renaissance, Melun, Librairie d'Argences 1944.
- Joseph Malègue. Pierres noires, les classes moyennes du salut : roman, éditions Spes, Paris, 1958.
- Père Pouget. Mélanges, Paris, Plon, 1957.
- Jean Secret. L'Alpiniste, essai critique, Hors-texte de Samivel : Bordeaux : Delmas, 1937, 1943.
- Pierre de Sornay, Isle de France, île Maurice, sa géographie, son histoire, son agriculture, ses industries, ses institutions. General Printing & Stationery Cy., 1950
- Joseph Vialatoux. Le Discours et l'intuition. Leçons philosophiques sur la connaissance humaine et la croyance, introductives à l'étude de la logique et de la métaphysique, Paris, libr. Bloud et Gay, 1930.
- Georges Plaisance. Guide des forêts de France, Paris : la Nef de Paris, 1961.